# ديرك أوربان
ديرك أوربان (بالألمانية: Dirk Urban)‏ هو منافس ألعاب قوى ألماني، ولد في 14 يناير 1969 في نويمونستر في ألمانيا.

## وصلات خارجية
- ديرك يوربان على موقع الاتحاد الدولي لألعاب القوى (الإنجليزية)
- ديرك يوربان على موقع أوليمبيديا (الإنجليزية)